# باقر عزت بیگویچ
باقر عزت بیگویچ 
(به بوسنیایی: Bakir Izetbegović) یک سیاست‌مدار اهل بوسنی و هرزگوین است. وی از ۱۰ مارس ۲۰۱۲ تا ۲۰ نوامبر ۲۰۱۸، به صورت دوره‌ای ریاست شورای ریاست جمهوری بوسنی و هرزگووین را بر عهده داشت. از ۲۵ فوریه ۲۰۱۹ او نماینده مجلس اعلا یا سنای بوسنی و هرزگوین گردید. او فرزند علی عزت بیگویچ بنیانگذار و رئیس جمهوری پیشین بوسنی و هرزگوین است.

## زندگی‌نامه
باقر عزت بیگوویچ در سال ۱۹۵۶ در یک خانواده مسلمان در سارایوو به دنیا آمد. وی فارغ‌التحصیل در رشته معماری از دانشگاه سارایوو می‌باشد. او در سالهای ۱۹۸۲ تا ۱۹۹۲ به عنوان مشاور معمار در یکی از شرکت‌های ساختمانی مشغول به کار گردید. بیگویچ از سال ۲۰۰۰ وارد دنیای سیاست شده و توانست برای دو دوره متوالی در شورای منطقه‌ای حضور یابد و در سال ۲۰۰۶ توانست به پارلمان ملی راه یابد. وی در انتخابات عمومی ریاست جمهوری سال ۲۰۱۰ با ۳۵ درصد آرا در میان ۹ نامزد ریاست جمهوری توانست به شورای ریاست جمهوری بوسنی و هرزگووین انتخاب شود. در ۱۰ مارس ۲۰۱۲ به مقام ریاست جمهوری دست یابد و آخرین بار نیز در ۱۰ اکتبر ۲۰۱۴ در انتخابات عمومی با کسب ۳۲٫۸ درصد از کل آرا مجدداً به توانست در شورای ریاست جمهوری ماندگار شود.